# 9 giugno
Il 9 giugno è il 160º giorno del calendario gregoriano (il 161º negli anni bisestili). Mancano 205 giorni alla fine dell'anno.

## Eventi
- 53 a.C. – Marco Licinio Crasso viene sconfitto e ucciso dai Parti comandati da Surena nella battaglia di Carre;
- 38 a.C. – Publio Ventidio Basso vendica la sconfitta di Carre, annientando l'esercito partico del re Pacoro I nella battaglia del Monte Gindaro;
- 62 – Claudia Ottavia,  prima moglie ripudiata da Nerone e in esilio sull'isola di Ventotene, muore dopo aver ricevuto l'ordine di togliersi la vita;
- 68 – Suicidio di Nerone, fine della dinastia Giulio-Claudia e inizio dell'anno dei quattro imperatori;
- 193 – Settimio Severo entra vittorioso a Roma dopo aver sconfitto gli altri pretendenti alla carica di imperatore;
- 404 – San Giovanni Crisostomo viene allontanato da Costantinopoli;
- 721 – Reconquista: prima vittoria dell'alleanza cristiana comandata da Oddone I d'Aquitania sui mori di Al-Samh ibn Malik al-Khawlani (Battaglia di Tolosa);
- 1164 – L'imperatore Federico Barbarossa infeuda Rainaldo di Dassel, arcivescovo di Colonia e arcicancelliere dell'Impero di un territorio comprendente la Pieve di Dairago (composta, oltre che dal comune capopieve, anche dei territori di Arconate, Bienate, Borsano, Buscate, Busto Garolfo, Castano, Castelletto, Cuggiono, Induno, Inveruno, Magnago, Nosate, Padregnano, Sant'Antonino, Turbigo, Villa Cortese), Busto Arsizio (che faceva parte della Pieve di Olgiate Olona) e Bernate;
- 1311 – La Maestà di Duccio di Buoninsegna viene accompagnata in processione lungo le vie di Siena ed installata sull'altare del Duomo;
- 1448 – Alfonso V, raggiunta la maggiore età, assume i pieni poteri di re del Portogallo;
- 1456 – XXIII passaggio noto della Cometa di Halley al perielio;
- 1524 – Pietro Bembo attesta l'esistenza della storia di Romeo e Giulietta in una lettera scritta all'autore Luigi Da Porto;
- 1534 – Jacques Cartier è il primo europeo a scoprire il fiume San Lorenzo;
- 1537 – Papa Paolo III dichiara che "gli indiani sono esseri umani, con le qualità ed i difetti degli esseri umani";
- 1572 – Alla morte della madre Giovanna d'Albret, Enrico di Borbone diviene re di Navarra;
- 1588 – Posa della prima pietra del nuovo Ponte di Rialto a Venezia;
- 1660 – A Saint-Jean-de-Luz viene celebrato il matrimonio di Luigi XIV di Francia, re di Francia, e di Maria Teresa di Spagna;
- 1732 – James Edward Oglethorpe ottiene uno statuto reale per la colonia della Georgia;
- 1772 – Il vascello britannico Gaspee viene incendiato al largo del Rhode Island;
- 1775 – Guy Carleton inizia i preparativi per affrontare l'invasione americana a Québec City;
- 1800 – Gli eserciti napoleonico e austriaco si scontrano nella battaglia di Montebello;
- 1805 – La Repubblica Ligure viene annessa all'Impero francese di Napoleone Bonaparte;
- 1812 – Il conservatore Robert Banks Jenkinson diventa primo ministro del Regno Unito;
- 1815 – Viene firmato l'atto finale del Congresso di Vienna;
- 1856 – 500 Mormoni lasciano Iowa City e si dirigono ad ovest verso Salt Lake City, portandosi dietro tutti i loro averi su carretti a due ruote;
- 1860 – Viene pubblicata la prima dime novel, Malaeska: The Indian Wife of the White Hunter;
- 1863 – Guerra di secessione americana: battaglia di Brandy Station, Virginia;
- 1889 – Si inaugura a Roma, in Campo de' Fiori, il monumento a Giordano Bruno, opera di Ettore Ferrari;
- 1915 – Prima guerra mondiale: i Granatieri di Sardegna entrano in Monfalcone e conquistano la città;
- 1923
  - In Bulgaria ha luogo un colpo di Stato militare; il primo ministro Aleksandăr Stambolijski viene catturato e, qualche giorno dopo, ucciso.;
  - Il presidente statunitense Warren G. Harding ratifica il Trattato navale di Washington;
- 1934 – Paperino appare per la prima volta nel cartone animato di Walt Disney La gallinella saggia (The wise little hen);
- 1935 – Accordo di Ho-Umezu: la Cina sotto l'amministrazione del KMT riconosce l'occupazione giapponese della Cina nord-occidentale;
- 1936 – Galeazzo Ciano viene nominato ministro degli affari esteri del governo Mussolini;
- 1937 – I fratelli Carlo e Nello Rosselli sono assassinati in Francia dai fascisti;
- 1940 – Seconda guerra mondiale: la Norvegia si arrende alla Germania;
- 1942 – Seconda guerra mondiale: il dipartimento delle Filippine dell'esercito statunitense si arrende alle forze dell'Impero giapponese;
- 1944
  - Seconda guerra mondiale: si conclude in Francia il Massacro di Tulle ad opera della 2. Divisione Panzer SS "Das Reich";
  - Seconda guerra mondiale: l'Unione sovietica invade la Carelia orientale e la Carelia finlandese, dal 1941 occupate dalla Finlandia;
- 1946 – Il re Bhumibol Adulyadej sale al trono di Thailandia;
- 1951 – Prima rappresentazione (postuma) dell'Orfeo ed Euridice di Joseph Haydn al Teatro della Pergola di Firenze;
- 1954 – Joseph Welch, avvocato speciale dell'esercito statunitense, attacca violentemente il senatore Joseph McCarthy, durante le udienze riguardanti l'eventuale infiltrazione comunista nell'esercito;
- 1957 – Prima ascensione al Broad Peak (dodicesima vetta più alta del mondo);
- 1958 – Fido (n. 1941), cane meticcio di Luco del Mugello (nel comune di Borgo San Lorenzo in provincia di Firenze), muore dopo essersi recato ogni giorno per 14 anni alla fermata dell'autobus per attendere invano il ritorno del padrone, perito nel 1943 durante un bombardamento aereo;
- 1962 – Viene fondata la Repubblica di Tanganica;
- 1963 – Elezioni per l'Assemblea regionale siciliana; l'USCS subisce una pesante sconfitta e dopo poco si scioglie;
- 1978 – Spencer W. Kimball, presidente della Chiesa di Gesù Cristo dei Santi degli ultimi, annuncia una nuova rivelazione divina che permette ai santi degli ultimi giorni di origine africana di poter essere ordinati sacerdoti;
- 1980 – La navicella spaziale Sojuz atterra nel Kazakistan dopo la missione Sojuz T-2;
- 1983 – Il socialista Mário Soares diventa primo ministro del Portogallo per la seconda volta;
- 1989 – Jane Foster e Deanna Brasseur diventano le prime donne a guidare aerei da caccia in Canada;
- 1990 – Un negoziante di dischi di Fort Lauderdale (Florida) viene arrestato per aver venduto As Nasty As They Wanna Be dei 2 Live Crew;
- 1991 – Durante l'VIII (e ultimo) congresso di Democrazia Proletaria il partito decide di sciogliersi e confluire nel Movimento per la Rifondazione Comunista, poi Partito della Rifondazione Comunista;
- 1999 – Guerra del Kosovo: la Repubblica Federale di Jugoslavia e la NATO firmano un trattato di pace;
- 2005 – Eduardo Rodríguez Veltzé diventa il nuovo presidente della Bolivia;
- 2007 – Visita in Italia del presidente degli Stati Uniti d'America George W. Bush che incontra le principali cariche istituzionali italiane e papa Benedetto XVI; per l'evento scendono in piazza a Roma i movimenti pacifisti con un corteo di circa 200.000 persone.;
- 2024 – Elezioni europee del 2024.

## Nati
Ci sono circa 1 030 voci su persone nate il 9 giugno; vedi la pagina Nati il 9 giugno per un elenco descrittivo o la categoria Nati il 9 giugno per un indice alfabetico.

## Morti
Ci sono circa 440 voci su persone morte il 9 giugno; vedi la pagina Morti il 9 giugno per un elenco descrittivo o la categoria Morti il 9 giugno per un indice alfabetico.

## Feste e ricorrenze

### Civili
Internazionali:
- Giornata internazionale degli archivi, indetta dal Consiglio internazionale degli archivi[1]

Nazionali:
- Stati Uniti - Giorno dell'unità razziale

### Religiose
Cristianesimo:
- Sant'Efrem il Siro, diacono e dottore della Chiesa
- San Columba di Iona, abate
- San Diomede martire a Nicea
- San José de Anchieta, sacerdote gesuita
- Santa Madrun, vedova
- San Massimiano di Siracusa, vescovo
- Santi Primo e Feliciano, martiri
- San Riccardo di Andria, vescovo
- Santa Tecla martire
- San Vincenzo di Agen (di Aquitania), martire
- Beata Anna Maria Taigi, madre
- Beato Joseph Imbert, sacerdote gesuita, martire
- Beato Luigi Boccardo, fondatore delle Figlie di Gesù Re
- Beato Mosè Tovini, sacerdote
- Beato Roberto Salt, monaco certosino e martire

Religione romana antica e moderna:
- Dies religiosus[senza fonte]
- Vestalia, terzo giorno
- Morte di Nerone